# Сиртеш, Джордж
Джордж Сиртеш (англ. George Szirtes, 29 ноября 1948, Будапешт) — английский поэт и переводчик венгерского происхождения.

## Биография
В декабре 1956 вместе с семьей приехал в Великобританию. Изучал искусство в Лондоне и Лидсе. Как поэт дебютировал в 1973, первую авторскую книгу стихов выпустил в 1979. Преподавал литературу и искусство. Выступает также как художник, книжный иллюстратор.

## Книги стихов
- The Slant Door (Secker & Warburg, 1979)
- November and May (Secker & Warburg, 1981)
- Short Wave (Secker & Warburg, 1984)
- The Photographer in Winter (Secker & Warburg, 1986)
- Metro (OUP, 1988)
- Bridge Passages (OUP, 1991)
- Blind Field (OUP September 1994)
- Selected Poems (OUP, 1996)
- The Red All Over Riddle Book (Faber, 1997, стихи для детей)
- Portrait of my Father in an English Landscape (OUP, 1998)
- The Budapest File (Bloodaxe, 2000)
- An English Apocalypse (Bloodaxe, 2001)
- A Modern Bestiary (Pratt Contemporary Art 2004, в соавторстве с художницей Аной Марией Пачеко)
- Reel (Bloodaxe, 2004, премия Т. С. Элиота)
- New and Collected Poems (Bloodaxe, 2008)
- Shuck, Hick, Tiffey — Three libretti for children (Gatehouse, 2008, в соавторстве)
- The Burning of the Books (Circle Press, 2008)
- The Burning of the Books and Other Poems (Bloodaxe, 2009)

## Переводные труды
Переводил стихи, прозу, драмы Имре Мадача, Дежё Костолани, Фридьеша Каринти, Шандора Мараи, Дьюлы Круди, Агнеш Немеш Надь, Дёрдя Петри, Жужи Раковски, Ласло Краснахоркаи и др.

## Признание
Член Королевского литературного общества. Номинант и лауреат многочисленных премий, включая Премию за лучшую переводную книгу (2013, перевод романа Ласло Краснахоркаи Сатанинское танго).